# Бостинь
Бостинь (біл. Бастынь) — агромістечко на південному заході Білорусі. Населений пункт знаходиться в Лунинецькому районі Берестейської області. Є адміністративним центром Бостинської сільради. Населення - 997 осіб (2019).

## Географія
Бостинь знаходиться за 16 км на північний захід від міста Лунинець. Місцевість належить до басейну Дніпра, навколо села є мережа меліоративних каналів зі стоком у річку Цна (сама річка протікає за 3 км на схід від села). Через Бостинь проходить залізнична лінія Лунинець — Барановичі (в селі є залізнична станція) та автодорога Лунинець — Ганцевичі.

## Історія
Вперше згадана у XV столітті. Село входило до складу Пінського повіту Берестейського воєводства Великого князівства Литовського. Після другого розділу Речі Посполитої (1793) Бостинь у складі Російської імперії належала Пінському повіту Мінської губернії.
У 1750 році орендар села Бостинь поміщик Йосип Щит збудував тут своїм коштом храм на честь святої Параскеви.
Згідно з Ризьким мирним договором (1921) село увійшло до складу міжвоєнної Польщі, належало Лунинецькому повіту Поліського воєводства. З 1939 — в БРСР.
1962 року Свято-Параскевінський храм було повністю знищено, 2001—2003 року збудовано нову церкву св. Параскеви.

## Уродженці
- Бушило Іван Васильовичу – селянин, який ховався в лісі від міліції з 1947 по 1989 роки.
- Костюков Геннадій Андрійович – мер міста Краматорська Донецької області України (2006–2014).
- Качанович, Микола Павлович – контр-адмірал, заступник командувача Балтійського флоту з озброєння та експлуатації озброєння (з січня 1992 по вересень 2001 року). ) [5] .
- Дірман Іван Васильович – генерал-майор, заступник Міністра оборони з озброєння - начальник озброєння Збройних Сил Республіки Білорусь (з лютого 2004 по квітень 2012 року). ) [6] .

## Визначні пам'ятки
- Православний храм св. Параскеви. Побудований з дерева на початку XXI століття поряд із місцем історичного храму, зруйнованого у 1962 році.
- Склеп-усипальниця Ф. Двораковської (1833)[7]
- Протестантський храм. Побудований у 1990-ті роки[7]
- Братська могила радянських воїнів та партизанів. Поховано 66 бійців, які загинули у 44 році при звільненні села. В 1957 встановлено пам'ятник у вигляді скульптури солдата[8].
- Могила жертв фашизму. Знаходиться на схід від села, біля залізничного переїзду. Поховано 51 жителя села, розстріляних гітлерівцями в 1942[8].

Склеп-усипальниця та братська могила включені до Державного списку історико-культурних цінностей Республіки Білорусь.